# Атвуд (Канзас)
Атвуд (англ. Atwood) — місто (англ. city) в США, в окрузі Ролінс штату Канзас. Населення — 1290 осіб (2020).

## Географія
Атвуд розташований за координатами 39°48′36″ пн. ш. 101°2′31″ зх. д. / 39.81000° пн. ш. 101.04194° зх. д. (39.809900, -101.041893).  За даними Бюро перепису населення США в 2010 році місто мало площу 2,85 км², з яких 2,69 км² — суходіл та 0,16 км² — водойми.

## Демографія
Згідно з переписом 2010 року, у місті мешкали 1194 особи в 568 домогосподарствах у складі 299 родин. Густота населення становила 419 осіб/км².  Було 666 помешкань (234/км²).
Расовий склад населення:
| - 97,2 % — білих - 0,3 % — корінних американців - 0,2 % — чорних або афроамериканців - 0,1 % — азіатів - 1,0 % — осіб інших рас |

До двох чи більше рас належало 1,3 %. Частка іспаномовних становила 2,9 % від усіх жителів.
За віковим діапазоном населення розподілялося таким чином: 20,3 % — особи молодші 18 років, 51,1 % — особи у віці 18—64 років, 28,6 % — особи у віці 65 років та старші. Медіана віку мешканця становила 50,9 року. На 100 осіб жіночої статі у місті припадало 90,1 чоловіків;  на 100 жінок у віці від 18 років та старших — 89,6 чоловіків також старших 18 років.
Середній дохід на одне домашнє господарство  становив 56 839 доларів США (медіана — 36 458), а середній дохід на одну сім'ю — 76 941 долар (медіана — 49 773). Медіана доходів становила 38 125 доларів для чоловіків та 31 429 доларів для жінок. За межею бідності перебувало 13,4 % осіб, у тому числі 23,6 % дітей у віці до 18 років та 8,4 % осіб у віці 65 років та старших.
Цивільне працевлаштоване населення становило 470 осіб. Основні галузі зайнятості: освіта, охорона здоров'я та соціальна допомога — 27,2 %, роздрібна торгівля — 11,9 %, сільське господарство, лісництво, риболовля — 10,4 %, фінанси, страхування та нерухомість — 9,6 %.